# 팥밥
팥밥은 팥을 넣어 지은 밥이다. 한국 외에도 중국, 일본 등지에서 먹는다. 일본에서는 팥을 넣은 찹쌀밥인 세키한을 먹는다.

## 같이 보기
- 콩밥